# Enval
Pour les articles homonymes, voir Enval (homonymie).
Enval est une commune française située dans le département du Puy-de-Dôme, en région Auvergne-Rhône-Alpes.
Elle fait partie de l'unité urbaine de Riom et d'une manière plus large de l'aire d'attraction de Clermont-Ferrand.

## Géographie

### Localisation
Enval est située à l'ouest de Riom.

Situation d'Enval
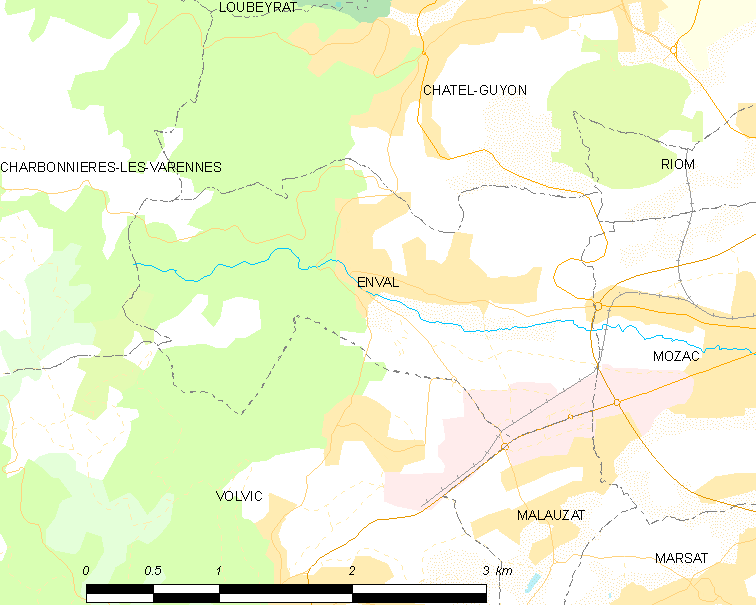
Carte de la commune

Six communes sont limitrophes :
|                            |                 | Châtel-Guyon |
| Charbonnières-les-Varennes | Enval           | Mozac Riom   |
|                            | Volvic Malauzat |              |

### Hydrographie
La commune est traversée par l'Ambène.

### Transports

#### Voies routières
Le territoire communal est traversé par les routes départementales 15, 138 et 405.

#### Transports en commun
Depuis le 3 septembre 2018, Enval est desservie par la ligne 1 du réseau RLV Mobilités reliant Volvic et Enval à la gare SNCF de Riom et à Ménétrol via Mozac.
La ligne P64 (Enval – Clermont-Ferrand via Volvic) du réseau Cars Région Puy-de-Dôme, géré par la région Auvergne-Rhône-Alpes, dessert également la commune.

### Climat
Pour des articles plus généraux, voir Climat d'Auvergne-Rhône-Alpes et Climat du Puy-de-Dôme.
En 2010, le climat de la commune est de type climat océanique dégradé des plaines du Centre et du Nord, selon une étude du Centre national de la recherche scientifique s'appuyant sur une série de données couvrant la période 1971-2000. En 2020, Météo-France publie une typologie des climats de la France métropolitaine dans laquelle la commune est exposée à un climat de montagne ou de marges de montagne et est dans la région climatique  Nord-est du Massif Central, caractérisée par une pluviométrie annuelle de 800 à 1 200 mm, bien répartie dans l’année. 
Pour la période 1971-2000, la température annuelle moyenne est de 11,1 °C, avec une amplitude thermique annuelle de 16,2 °C. Le cumul annuel moyen de précipitations est de 881 mm, avec 11,4 jours de précipitations en janvier et 7 jours en juillet. Pour la période 1991-2020, la température moyenne annuelle observée sur la station météorologique de Météo-France la plus proche, « Sayat_sapc », sur la commune de Sayat à 8 km à vol d'oiseau, est de 11,2 °C et le cumul annuel moyen de précipitations est de 776,1 mm,. Pour l'avenir, les paramètres climatiques de la commune estimés pour 2050 selon différents scénarios d'émission de gaz à effet de serre sont consultables sur un site dédié publié par Météo-France en novembre 2022.

## Urbanisme

### Typologie
Au 1er janvier 2024, Enval est catégorisée ceinture urbaine, selon la nouvelle grille communale de densité à sept niveaux définie par l'Insee en 2022.
Elle appartient à l'unité urbaine de Riom, une agglomération intra-départementale regroupant six communes, dont elle est une commune de la banlieue,,. Par ailleurs la commune fait partie de l'aire d'attraction de Clermont-Ferrand, dont elle est une commune de la couronne,. Cette aire, qui regroupe 209 communes, est catégorisée dans les aires de 200 000 à moins de 700 000 habitants,.

### Occupation des sols
L'occupation des sols de la commune, telle qu'elle ressort de la base de données européenne d’occupation biophysique des sols Corine Land Cover (CLC), est marquée par l'importance des territoires agricoles (35,8 % en 2018), en diminution par rapport à 1990 (47,6 %). La répartition détaillée en 2018 est la suivante : 
forêts (35,6 %), zones agricoles hétérogènes (29,7 %), zones urbanisées (22,4 %), zones industrielles ou commerciales et réseaux de communication (6,2 %), prairies (6,1 %). L'évolution de l’occupation des sols de la commune et de ses infrastructures peut être observée sur les différentes représentations cartographiques du territoire : la carte de Cassini (XVIIIe siècle), la carte d'état-major (1820-1866) et les cartes ou photos aériennes de l'IGN pour la période actuelle (1950 à aujourd'hui).

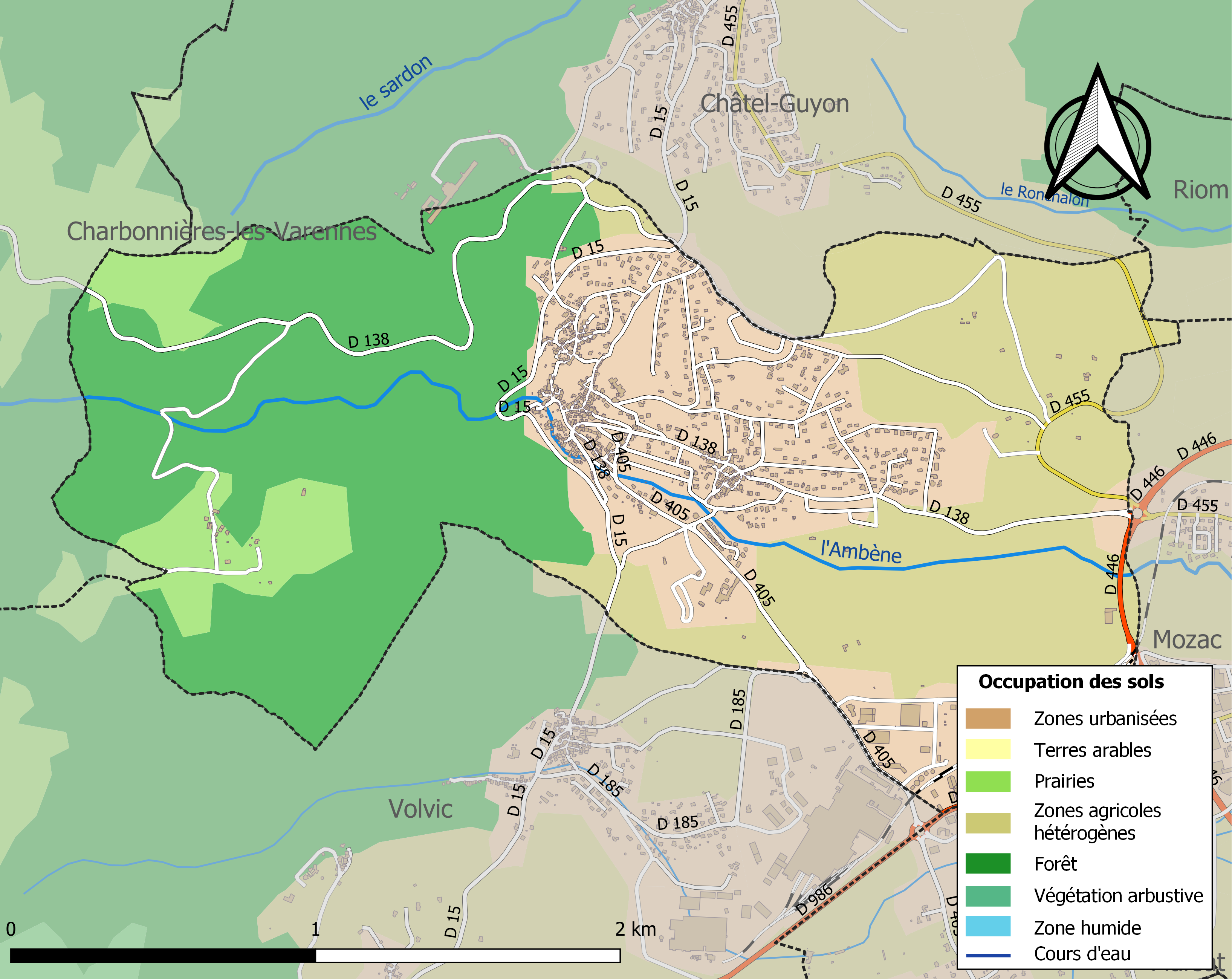
Carte des infrastructures et de l'occupation des sols de la commune en 2018 (CLC).

## Histoire

### Ancien Régime: entre la seigneurie de Tournoël et les nominations de l'abbaye de Mozac
Jusqu'à la Révolution française, tous les terroirs composant aujourd'hui la commune d'Enval dépendaient de la seigneurie de Tournoël : la paroisse disparue de Saint-Jean-d'en-Haut, les villages de Beauvaleix et de la Sauzède (paroisse de Saint-Hippolyte) et le village d'Enval (séparé entre la paroisse de Saint-Hippolyte et la 
paroisse de Saint-Genès-l'Enfant).
Quant au pouvoir ecclésiastique, il résidait dans la nomination de la cure de Saint-Jean-d'en-Haut (paroisse sur les hauteurs, éloignée du bourg d'Enval) du ressort exclusif de l'abbaye de Mozac.

### Création tardive de la commune
La commune d'Enval fut créée par amputation d'une partie du territoire de Saint-Genest-l'Enfant (commune de Malauzat depuis 1928) et de Saint-Hippolyte (commune de Châtel-Guyon depuis 1973) le 12 mars 1874.
La rive droite du ruisseau de l'Ambène appartenait à Saint-Genest-l'Enfant et la rive gauche de l'Ambène à Saint-Hippolyte.
Aux XVIIIe et XIXe siècles, Enval est un village vigneron. Le vignoble couvre en 1814 près de 80 hectares et produit un vin au goût de terroir assez prononcé. Le phylloxéra à la fin du XIXe siècle (1893-1900) ainsi que l’évolution des goûts expliquent sa lente disparition. De cette époque subsistent des maisons vigneronnes dans la rue de l'Ambène et des caves à vin voûtées sur l'autre rive du ruisseau, rue des Caves.
George Sand, qui a séjourné plusieurs fois à Enval, note le caractère rude du lieu et la qualité de son eau minérale et de son vin. À l'occasion de son dernier séjour, elle remarque des changements importants, notamment dans l'habitat : « La civilisation y a pénétré ».
Au XXe siècle, Enval abrite deux établissements d'accueil des tuberculeux : l'un se trouve aux Graviers, dans le bas du village, l'autre est le sanatorium Étienne-Clémentel, construit entre 1927 et 1934 sur les hauteurs du village, à l'initiative d'Étienne Clémentel et sous la direction de l'architecte Jean Amadon. Son architecture se rattache à l’esthétique Art déco.

## Politique et administration
| Période                                  | Période                    | Identité         | Étiquette | Qualité                                       |
| ---------------------------------------- | -------------------------- | ---------------- | --------- | --------------------------------------------- |
| Les données manquantes sont à compléter. |                            |                  |           |                                               |
| avant 1981                               | ?                          | Louis Domas      | PS        |                                               |
| juillet 1987                             | mars 2014                  | Jean Caillaud    | DVG       | Vice-président de Riom-Communauté (2001-2008) |
| mars 2014 (réélu en 2020)                | En cours (au 13 août 2020) | Christian Melis, |           | Retraité                                      |

## Population et société

### Démographie
L'évolution du nombre d'habitants est connue à travers les recensements de la population effectués dans la commune depuis 1876. Pour les communes de moins de 10 000 habitants, une enquête de recensement portant sur toute la population est réalisée tous les cinq ans, les populations de référence des années intermédiaires étant quant à elles estimées par interpolation ou extrapolation. Pour la commune, le premier recensement exhaustif entrant dans le cadre du nouveau dispositif a été réalisé en 2006.

En 2022, la commune comptait 1 581 habitants, en évolution de +7,48 % par rapport à 2016 (Puy-de-Dôme : +2,1 %, France hors Mayotte : +2,11 %).
| 1876 | 1881 | 1886 | 1891 | 1896 | 1901 | 1906 | 1911 | 1921 |
| ---- | ---- | ---- | ---- | ---- | ---- | ---- | ---- | ---- |
| 760  | 736  | 713  | 705  | 690  | 658  | 627  | 591  | 513  |

| 1926 | 1931 | 1936 | 1946 | 1954 | 1962 | 1968 | 1975 | 1982  |
| ---- | ---- | ---- | ---- | ---- | ---- | ---- | ---- | ----- |
| 506  | 554  | 729  | 758  | 702  | 507  | 534  | 598  | 1 057 |

| 1990  | 1999  | 2006  | 2011  | 2016  | 2021  | 2022  | - | - |
| ----- | ----- | ----- | ----- | ----- | ----- | ----- | - | - |
| 1 322 | 1 352 | 1 452 | 1 370 | 1 471 | 1 569 | 1 581 | - | - |

### Enseignement
Enval dépend de l'académie de Clermont-Ferrand ; elle gère une école élémentaire publique, où cent élèves sont scolarisés pour l'année scolaire 2016-2017.
Les élèves poursuivent leur scolarité à Riom, au collège Pierre-Mendès-France puis au lycée Virlogeux pour les filières générales et sciences et technologies du management et de la gestion ou au lycée Pierre-Joël-Bonté pour la filière sciences et technologies de l'industrie et du développement durable.

### Manifestations culturelles et festivités
En mai 2010 et en juin 2011, ont eu lieu les championnats de France des Jeunes et de semi-rapide pour les seniors (adultes) du jeu de dames.
Cette compétition a eu lieu du 26 au 28 mai 2012 au même endroit (les Graviers), le week-end de la Pentecôte.

### Sports
Enval est ville de passage de la 1re étape du Tour de France Femmes 2023, le 23 juillet 2023.
Elle a été une commune de passage de la 10e étape du Tour de France 2025 (Ennezat – Le Mont-Dore - Puy de Sancy) le 14 juillet 2025.

## Culture locale et patrimoine

### Lieux et monuments

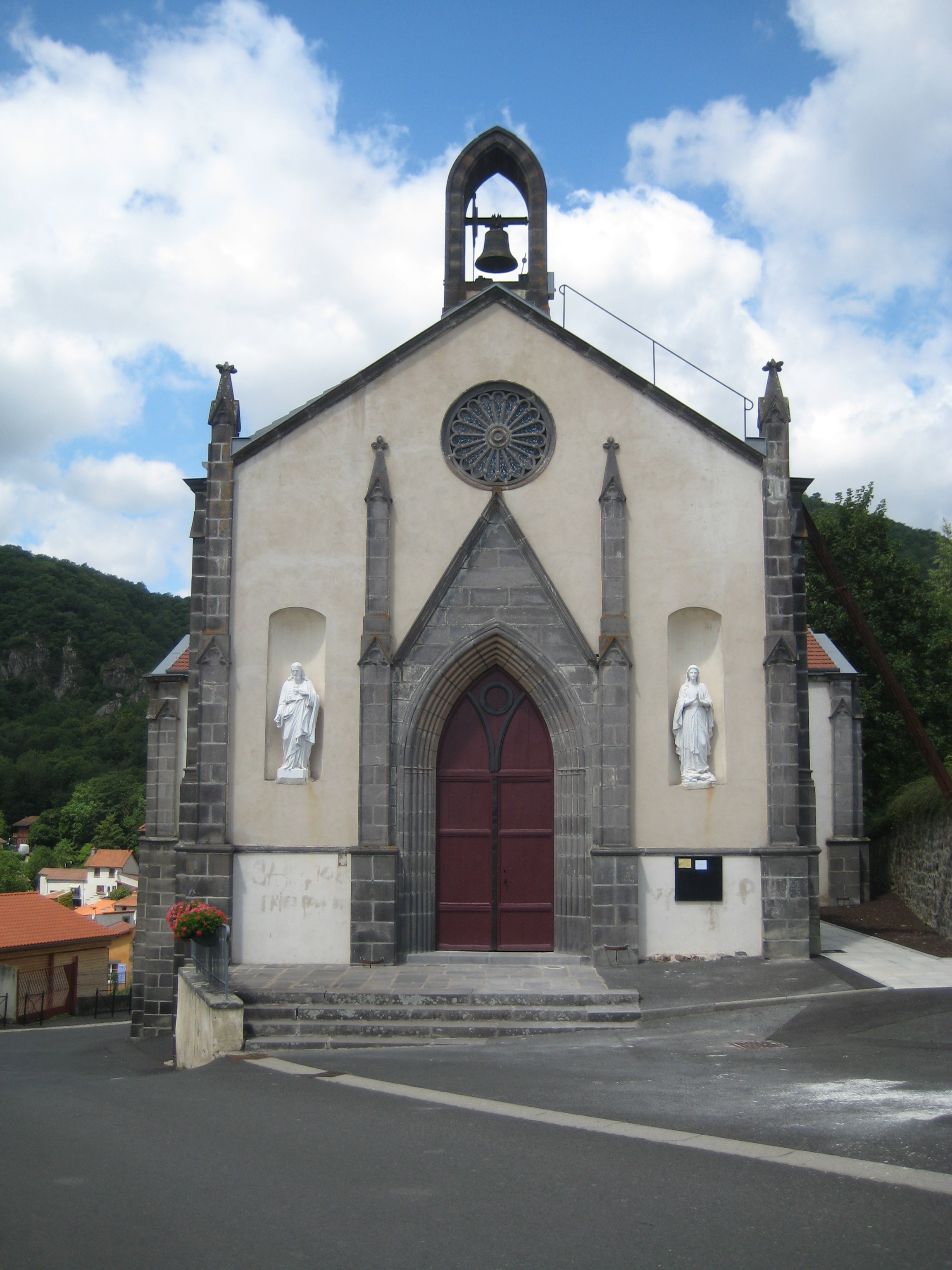
Église Saint-Jean-Baptiste.

- Église Saint-Jean-Baptiste (XIXe siècle). Construite en 1838-1839 dans le style néo-gothique et agrandie en 1874, elle a succédé à l'ancienne église Saint-Jean-d'En-Haut. La nef unique composée de trois travées s'achève par un chœur semi-circulaire ; deux chapelles latérales forment une sorte de transept. Deux verrières d'Émile Thibaud (1806-1896) représentant une Vierge à l'Enfant et le Christ[Note 6] et deux verrières d'Adrien Baratte (1868-1940) : sainte Jeanne d'Arc et saint Jean-Baptiste. Restaurée avec l'aide de la fondation du Patrimoine en 2010-2011.
- Croix et fontaines :
  - Croix de l'ancien cimetière de Saint-Jean-d'En-Haut (classée au titre des Monuments historiques en 1913[31]). Richement décorée, elle porte sur son socle une inscription qui la date de 1506 : L'an mil V C et VI fut faicte la p[rés]ente croix.
  - Croix de mission près de l'église, de style gothique refaite par l’École départementale de sculpture et d’architecture de Volvic en 1948. Socle d’origine (1863) ;
  - Fontaine et croix de Lauriat (1895) : fontaine en pierre de Volvic surmontée d'une croix en fonte ;
  - Croix du Fresne (1860) en fonte, à l'entrée de la rue de l'Ambène ;
  - Croix des Mâtres (1658) ;
  - Croix des Graviers (XVe siècle) : croix pattée en pierre de Volvic portant, dans un médaillon, un christ en croix ;
  - Croix de la Sauzède (1669), proche de la précédente : cette croix en pierre de Volvic porte dans des médaillons le monogramme du Christ et celui de la Vierge Marie ; une inscription donne la date et rappelle Charlote Colombier vefve (veuve) de sieur G. Valette. À proximité se trouve la fontaine de la Sauzède.
- Source Marie. Cette source, exploitée au XIXe siècle pour les qualités médicinales de son eau gazeuse ferrugineuse, a été oubliée après la Première Guerre mondiale et redécouverte en 1999. George Sand aimait cette eau[32].

### Pays d'art et d'histoire de Riom
Depuis 2005, la commune d'Enval est labellisée Pays d'art et d'histoire, et forme avec les communes de Chambaron-sur-Morge, Le Cheix-sur-Morge, Marsat, Malauzat, Ménétrol, Mozac, Pessat-Villeneuve, Riom, et Saint-Bonnet-près-Riom, le Pays d'art et d'histoire de Riom.
Un parcours piétonnier permet de découvrir la commune.

### Patrimoine naturel
Une grande partie du territoire de la commune est occupée par les gorges d'Enval, site naturel classé « zone naturelle d'intérêt écologique, faunistique et floristique », très fréquenté par les touristes et les promeneurs.

### Personnalités liées à la commune
- George Sand : elle appréciait Enval, qu'elle a visité à plusieurs reprises[33].
- Guy de Maupassant : il avait l'habitude de résider dans une maison de briques rouges située au pied des gorges d'Enval. Il a par ailleurs donné le nom de l'ancien bar situé sur la place principale du village : « Au Retour du Bout du Monde ». Enval est aussi le cadre de son roman Mont-Oriol, publié en 1887.